# Asa Hartford
Richard Hartford, conosciuto come Asa (Clydebank, 24 ottobre 1950), è un ex calciatore scozzese, attivo attraverso ben quattro decenni, tra gli anni sessanta e i novanta.

## Carriera
Giocò sempre, in carriera, da centrocampista.
Inizialmente, Hartford giocò tra i dilettanti, nella squadra dei Drumchapel Amateurs, con sede a Glasgow. Nel 1967 passò agli inglesi del West Bromwich, con cui giocò fino al 1974, raggiungendo quota 214 presenze e 18 reti. Nel 1971 una sospetta anomalia cardiaca gli precluse il passaggio al Leeds Utd. Finita l'esperienza col West Bromwich, nel 1974 passò al Manchester City, dove rimase fino al 1979, con un bottino di 185 presenze e 22 reti. Una breve esperienza al Nottingham Forest, a settembre dello stesso anno, si concluse dopo 3 sole gare. Passò quindi all'Everton, dove si trattenne fino al 1981, chiudendo con 81 presenze e 6 reti. Tornò a Manchester, a giocare nel City altre 3 stagioni, fino al 1984, sommando 75 presenze e 7 reti. Ormai le primavere erano 34, e Hartford tentò una breve esperienza in terra americana, nel Ft. Lauderdale Sun, squadra della United Soccer League, con vinse il campionato 1984.
Ritorna poi al Norwich City: 28 gare e 2 gol (uno dei quali diede alla squadra la Football League Cup) nel 1984-1985. Dal 1985 al 1987 vestì la divisa del Bolton, 81 presenze arricchite da 8 gol. Nel 1987 passò allo Stockport County, club semiprofessionistico inglese, dove restò fino al 1989, scendendo in campo ben 40 volte. Una breve apparizione nelle file dell'Oldham Athletic, nelle prime 7 giornate del 1989-1990, e poi il passo d'addio, all'età di quasi quarantuno anni, con i colori dello Shrewsbury Town,  25 presenze fino al 1991. A dire il vero, dal 1985 Hartford ricoprì il ruolo di allenatore-giocatore. In seguito allenò il Boston Utd (1991), Blackburn (1991-1993), Stoke City (1993). Dal 1996 al 2005 è stato allenatore in seconda del Manchester City, ed in seguito del Macclesfield Town. Nell'aprile 2008 divenne allenatore delle giovanili dell'Accrington Stanley.
Nel decennio 1972-1982 vestì la maglia della nazionale scozzese per 50 volte, di cui 3 con la fascia di capitano. Segnò inoltre 5 reti. Disputò i Mondiali del 1978 e i Mondiali del 1982.

## Palmarès

### Giocatore

#### Competizioni nazionali
- Coppa d'Inghilterra: 1

West Bromwich: 1967-1968
- Coppa di Lega inglese: 2

Manchester City: 1975-1976
Nottingham Forest: 1978-1979
- USL: 1

Fort Lauderdale Sun: 1984

#### Competizioni internazionali
- Coppa dei Campioni: 1

Nottingham Forest: 1978-1979